# Johnny Kelly
Johnny Kelly (* 9. března 1968) je americký hudebník, známý jako bývalý bubeník gothic metalové skupiny Type O Negative. Je či byl bubeníkem kapel Silvertomb, A Pale Horse Named Death, Kill Devil Hill, Danzig a Quiet Riot.

## Kariéra
Kelly se připojil k Type O Negative v roce 1994 jako náhrada za Sala Abruscata. Také vypomohl jako bubeník heavymetalové skupině Pist, když na americkém turné jejich bubeník Jeff McManus trpěl chronickou bolestí svalů.
Dne 25. února 2011 bylo oznámeno, že Kelly nahradí Willa Hunta jako bubeníka Black Label Society po zbytek jejich evropského turné. Tu noc vystoupil s kapelou v La Cigale v Paříži ve Francii.
10. března 2014 bylo oznámeno, že Vinny Appice opustil Kill Devil Hill a že Kelly bude jeho nástupcem.
29. ledna 2018 bylo na webových stránkách kapely oznámeno, že A Pale Horse Named Death přijali Tommyho Spana z Corey Glover a Sekond Skyn jako nového bubeníka, který nahradí Kellyho. 5. dubna 2018 bylo oznámeno, že Kelly je opět bubeníkem kapely.
Kelly je bubeníkem kapely Danzig od roku 2002 (s výjimkou pauzy v letech 2003 až 2005) a nahrál bicí na deváté album skupiny Deth Red Sabaoth (2010) a na cover desku Skeletons (2015) a poslední album kapely Black Laden Crown (2017).